# Jan Davis
Nancy Jan Davis (Cocoa Beach, 1 de novembre de 1953) és una antiga astronauta estatunidenca. Veterna de tres vols espacials, Davis va registrar més de 673 hores a l'espai. Ara està retirada de la NASA.

## Primers anys de vida
Nancy Jan Davis va néixer a Cocoa Beach, Florida, però considera que Huntsville és la seva ciutat natal. Antiga esposa de l'astronauta Mark C. Lee, actualment està casada amb el jutge Schuyler Richardson.

## Educació
Es va graduar a Escola secundària Huntsville l'any 1971,rebent una llicenciatura en biologia aplicada de l'Institut de Tecnologia de Geòrgia el 1975 i una altra d'enginyeria mecànica per la Universitat Auburn el 1977. Va rebre un mestratge universitari en ciències el 1983 i un doctorat el 1985, tots dos en enginyeria mecànica a la Universitat d'Alabama a Huntsville.

## Premis
Va estar guardonada amb la Medalla al lideratge destacat de la NASA l'any 1998, la Medalla del servei excepcional de la NASA el 1995 i el 2002, i la Medalla de vol espacial de la NASA el 1992, 1994 i 1997, la Beques de la NASA per a l'estudi a temps complet el 1983, el premi Antiga Guàrdia Nacional ASME el 1978, la medalla ASME Ralph Coates Roe el 2001. Ha estat incorporada al Saló de la Fama d'Aviació d'Alabama, el Saló de la Fama d'Enginyeria d'Alabama, i al Premi al rang presidencial de la Benemèrita executiva.

## Carrera d'enginyeria
Després de graduar-se de la Universitat Auburn el 1977, Davis es va incorporar a Texaco a Bellaire, Texas, treballant com a enginyera del petroli en la recuperació del petroli terciari. Va marxar d'allà el 1979 per treballar al Marshall Space Flight Center de la NASA com a enginyera aeroespacial. L'any 1986 va ser nomenada líder d'equip a la divisió d'anàlisi estructural i el seu equip va ser el responsable de l'anàlisi estructural i verificació del Telescopi espacial Hubble (TEH), la missió de manteniment del TEH, i de la instal·lació d'astrofísica de rajos X avançada. El 1987 també se li va assignar ser l'enginyera principal per al redisseny de l'anell de fixació de tancs externs de reforç de coets sòlids. Davis va fer la seva recerca de postgrau a la Universitat d'Alabama a Huntsville, estudiant la resistència a llarg termini dels vasos a pressió a causa de les característiques viscoelàstiques dels filaments enrotllats compostos. Té una patent, és autora de diversos treballs tècnics i és enginyera professional registrada.

## Carrera d'astronauta
Davis es va convertir en astronauta el juny de 1987. La seva primera tasca va ser a l'Oficina de Desenvolupament de Missions de l'Oficina d'Astronautes, on va donar suport tècnic a les càrregues útils del transbordador espacial. Després d'això, Davis va ser un CAPCOM en el control de la missió, responsable de comunicar-se amb les tripulacions del transbordador espacial durant set missions. Després del seu primer vol espacial, Davis va actuar com a representant de l'Oficina d'Astronautes del Sistema de manipulador remot (RMS), amb la responsabilitat de les operacions de RMS, la formació i les càrregues útils. Després del seu segon vol espacial, va exercir de presidenta del grup de treball sobre educació de la NASA i de cap de la branca de càrregues útils, que proporcionava suport a Astronaut Office per a tots els transbordadors i les càrregues útils de l'Estació Espacial Internacional. Veterà de tres vols espacials, Davis ha registrat més de 673 hores a l'espai. Va volar com a especialista de missió a STS-47 el 1992 i STS-60 el 1994, i va ser la comandant de càrrega útil de STS-85 el 1997.

### STS-47
STS-47, Spacelab-J, va ser la 50a missió del transbordador espacial. Llançament el 12 de setembre de 1992, aquesta cooperativa entre els Estats Units i el Japó va dur a terme 43 experiments en ciències de la vida i processament de materials. Durant la missió de vuit dies, va ser responsable d'operar Spacelab i els seus subsistemes i realitzar diversos experiments. El llavors espòs de Davis Mark C. Lee era el comandant de càrrega útil a STS-47. Després de completar 126 òrbites de la Terra, STS-47 Endeavour va aterrar al Centre espacial John F. Kennedy el 20 de setembre de 1992.

### STS-60
STS-60 va ser el segon vol de Spacehab (Space Habitation Module) i el primer vol de la instal·lació Wake Shield (WSF). Llançat el 3 de febrer de 1994, aquest vol va ser el primer vol del transbordador espacial en què un cosmonauta rus era membre de la tripulació. Durant la missió de vuit dies, la seva principal responsabilitat era maniobrar el FSM al RMS, per dur a terme el creixement de vidre de pel·lícula prima i també va ser responsable de dur a terme experiments científics a Spacehab. El STS-60 Discovery va aterrar al Centre Espacial Kennedy l'11 de febrer de 1994, després de completar 130 òrbites de la Terra.

### STS-85
Davis era la comandant de càrrega útil de la missió STS-85, que es va llançar amb el Discovery el 7 d'agost de 1997. Durant aquesta missió de dotze dies, Davis va desplegar i recuperar la càrrega útil de CRISTA-SPAS i va operar el braç robòtic japonès de demostració de vol de manipulador (MFD). La missió també va incloure diverses altres càrregues científiques útils per a la realització de la investigació sobre astronomia, ciències de la Terra, ciències de la vida, i ciència de materials. La missió es va dur a terme en 189 òrbites terrestres, recorrent 4,7 milions de milles. El STS-85 Discovery va aterrar al Centre espacial John F. Kennedy el 19 d'agost de 1997.

## Carrera posterior a la NASA
Després del seu vol a la missió STS-85, Davis va ser assignada a la seu de la NASA com a directora de l'Exploració i desenvolupament humà a l'espai (HEDS), a l'oficina independent d'assegurament de l'Oficina de seguretat i garantia de la missió. En aquesta posició, Davis va gestionar i dirigir avaluacions independents dels programes i projectes assignats a l'empresa HEDS. El juliol de 1999 es va traslladar al Centre de Vol Espacial Marshall com a directora de la Direcció de Projectes de Vol, que era responsable del Centre d'operacions de càrrega útil de l'Estació Espacial Internacional (ISS), del maquinari de la ISS i del programa de l'observatori de raigs X Chandra. Després de l'accident de Columbia, va ser nomenada cap de seguretat i missió de Marshall, on va assegurar el retorn segur al vol del transbordador espacial. Davis es va retirar de la NASA el 2005, i va treballar per Jacobs Engineering Group com a vicepresidenta i subdirectora general. Actualment treballa per a Bastion Technologies, Inc. com a directora del programa de contractes de suport a la seguretat i la garantia de la missió del Centre de Vol Espacial Marshall.